# Comtat de Primorje – Gorski Kotar
El Comtat de Primorje-Gorski Kotar - Primorsko-goranska županija és un comtat de Croàcia occidental que inclou la Badia de Kvarner i la costa nord croata, així com la regió muntanyenca de Gorski Kotar. La capital és Rijeka.
El comtat inclou les illes de Krk, Cres, Lošinj i Rab.

## Població
| Ètnia        | Nombre  | Percentatge |
| ------------ | ------- | ----------- |
| Croats       | 258.438 | 84,59%      |
| Serbis       | 15.005  | 4,91%       |
| Italians     | 3.539   | 1,16%       |
| Bosnians     | 3.021   | 0,99%       |
| Eslovens     | 2.883   | 0,94%       |
| Albanesos    | 2.063   | 0,68%       |
| Montenegrins | 643     | 0,21%       |
| Gitanos      | 589     | 0,19%       |
| Hongaresos   | 516     | 0,17%       |
| Macedonis    | 489     | 0,16%       |
| Altres       | 11.914  | 3,90%       |

## Divisió administrativa
Primorje-Gorski Kotar es divideix en:
- Ciutat de Rijeka
- Vila de Bakar
- Vila de Cres
- Vila de Crikvenica
- Vila de Čabar
- Vila de Delnice
- Vila de Kastav
- Vila de Kraljevica
- Vila de Krk
- Vila de Mali Lošinj
- Vila de Novi Vinodolski
- Vila d'Opatija
- Vila de Rab
- Vila de Vrbovsko
- Municipi de Baška
- Municipi de Brod Moravice
- Municipi de Čavle
- Municipi de Dobrinj
- Municipi de Fužine
- Municipi de Jelenje
- Municipi de Klana
- Municipi de Kostrena
- Municipi de Lokve
- Municipi de Lovran
- Municipi de Malinska-Dubašnica
- Municipi de Matulji
- Municipi de Mošćenička Draga
- Municipi de Mrkopalj
- Municipi de Omišalj
- Municipi de Punat
- Municipi de Ravna Gora
- Municipi de Skrad
- Municipi de Vinodolska
- Municipi de Viškovo
- Municipi de Vrbnik

## Govern del comtat
L'assemblea del comtat és formada per 42 representants, i composta per:
- Partit Socialdemòcrata de Croàcia (SDP) 9
- Unió Democràtica Croata (HDZ) 7
- Aliança de Primorje - Gorski Kotar (PGS) 7
- Partit Popular Croat (HNS) 4
- Partit dels Camperols de Croàcia (HSS) 3
- Partit Social Liberal de Croàcia (HSLS) 3
- Assemblea Democràtica Istriana (IDS) 2
- Partit de l'Autonomia Regional (ARS) 2
- Partit dels Pensionistes Croats (HSU) 1
- Unió Democràtica Cristiana de Croàcia (HKDU) 1
- Bloc Croat (HB) 1
- Democristians Croats (HD) 1
- independents 1

Basat en els resultats de les eleccions del 2005.